# Ускладнення при видобуванні нафти
Ускладнення при видобуванні нафти — технічні та технологічні чинники, які ускладнюють експлуатацію нафтових свердловин.

## Відкладення парафінів та асфальтенів
Відкладення парафіну та асфальтенів виникають через зниження температури і тиску при русі нафти до гирла свердловини. Це призводить до зменшення розчинної здатності нафти, що викликає виділення твердих парафінів та асфальтенів. Вони осідають на стінках труб, у привибійній зоні, трубопроводах та резервуарах, утворюючи відкладення, які збільшують гідравлічний опір і знижують ефективний діаметр труб та дебіт свердловини.
Методи боротьби:
1. Механічний: видалення відкладень скребками, які опускаються в НКТ; застосування "літаючих" скребків чи очищення гумовими кулями.
2. Тепловий: прогрів труб гарячою нафтою, парою або електронагрівання по кабелях, що спускаються в НКТ.
3. Хімічний: введення розчинників (бензин, толуол) чи інгібіторів для запобігання кристалізації.
4. Фізичний: використання магнітного поля (збільшує число центрів кристалізації в потоці й запобігає відкладенню парафіну).
5. Покриття: нанесення гідрофільних матеріалів на стінки труб (емалі, лаки, скло) для зменшення адсорбційних процесів осадження.

## Відкладення солей
Відкладення солей на стінках наземного та підземного обладнання, в пласті, свердловині, трубопроводах і обладнанні з підготовки нафти виникають через зміну термодинамічних умов під час руху пластових флюїдів до свердловини або через хімічну несумісність вод, що надходять із різних горизонтів. Основні компоненти відкладень – гіпс, карбонати кальцію та магнію, хлориди. Також можуть бути присутніми органічні речовини (парафін, асфальтени, смоли). Солі утворюються переважно при внутрішньоконтурному заводненні прісною водою, що приводить до перенасичення водно-сольових систем. Відкладення ускладнюють експлуатацію свердловин, скорочують міжремонтні періоди та знижують продуктивність.
Методи боротьби:
1. Запобігання: 
- Використання інгібіторів солевідкладень (поліфосфати, органічні фосфати, комплексони), які уповільнюють ріст кристалів і запобігають утворенню осадів.
- Попередня перевірка хімічної сумісності закачуваних вод із пластовими.
2. Видалення:
- Хімічний метод: застосування реагентів (карбонати, бікарбонати, гідроксиди лужних металів) для перетворення солей у розчинні форми з подальшою обробкою соляною кислотою та промиванням водою.
- Механічний метод: в деяких випадках розбурювання відкладень долотом.
- Термохімічна обробка: закачування підігрітих кислотних розчинів.